# SD Gundam Generation: Axis Senki
SD Gundam Generation: Axis Senki (SDガンダムジェネレーション アクシズ戦記), également appelé SD Gundam Generation C, est un jeu vidéo de stratégie développé et édité par Bandai en août 1996 sur Super Nintendo. C'est une adaptation en jeu vidéo de la série basée sur l'anime Mobile Suit Gundam et notamment Super Deformed Gundam. C'est le troisième opus d'une série de six jeux vidéo appelée SD Gundam Generation.

## Série
1. SD Gundam Generation: Ichinen Sensouki (SD Gundam Generation A) : 1996, Super Nintendo
2. SD Gundam Generation: Gryps Senki (SD Gundam Generation B) : 1996, Super Nintendo
3. SD Gundam Generation: Axis Senki (SD Gundam Generation C)
4. SD Gundam Generation: Babylonia Kenkoku Senki (SD Gundam Generation D) : 1996, Super Nintendo
5. SD Gundam Generation: Zanscare Senki (SD Gundam Generation E) : 1996, Super Nintendo
6. SD Gundam Generation: Colony Kaku Senki (SD Gundam Generation F) : 1996, Super Nintendo